# Guy Brousseau
Pour les articles homonymes, voir Brousseau.
 (février 2024).
Guy Brousseau, né le 4 février 1933 à Taza (protectorat français au Maroc) et mort le 15 février 2024 à Cambes (Gironde), est un didacticien des mathématiques français.
Sa contribution théorique essentielle est la théorie des situations didactiques, théorie initiée au début des années 1970. Elle forme, avec la théorie des champs conceptuels de Gérard Vergnaud et la théorie anthropologique du didactique  de Yves Chevallard, l'un des trois grands cadres théoriques de l'école de didactique des mathématiques française.
La première médaille Felix-Klein de la Commission internationale de l'enseignement mathématique lui a été décernée en 2003.

## Biographie
Guy Brousseau voit le jour le 4 février 1933 à Taza (protectorat français au Maroc).
Depuis son plus jeune âge, il voulait devenir instituteur. Il entre donc à l'école normale d'instituteurs   et commence une carrière d'instituteur de 1953 à 1962.
Au début des années 1960, il obtient un détachement pour participer au mouvement de rénovation de l'enseignement des mathématiques et complète sa formation universitaire. Guy Brousseau commence à publier en 1961 pour la Commission Internationale pour l’Etude et l’Amélioration de l’Enseignement des Mathématiques. Il continue par un manuel pour la première année de l’école élémentaire (1965) et va poursuivre ses publications dans le domaine de la didactique.
Il obtient en 1968 une licence de mathématique et une licence de Sciences de l'éducation et entre à l’université Bordeaux-I en 1969 comme assistant de mathématiques
Il décide de créer le CREM (Centre de recherche pour l'enseignement des mathématiques) à Bordeaux à la suite de sa rencontre avec André Lichnerowicz[réf. nécessaire], organisme dont il occupe  la fonction de Directeur de 1967 à 1969[réf. nécessaire].
Il crée par la suite le COREM (Centre pour l'observation et la recherche sur l'enseignement des mathématiques) qu'il dirigera de 1973 à 1998. Il s'agit d'une école  à Talence en Gironde (école primaire Jules-Michelet) dans laquelle sont tentées et observées des expériences pédagogiques. Cette dernière obtiendra une grande notoriété internationale.
Par la suite, il fonde le LADIST (Laboratoire aquitain de didactique des sciences et techniques) qui accompagne le COREM.
En 1986, il obtient un doctorat d'État ès sciences et, en 1991, il devient professeur d'université à l’IUFM d’Aquitaine qui vient d’être créé, où il travaille jusqu’en 1998.
Il mène à bien de très nombreuses missions de recherches et de formation dans de nombreux pays d’Europe, d’Amérique Latine et d’Amérique du Nord, mais aussi d’Afrique du Nord et d’Asie du sud est. Ses recherches ont pour sujet l'enseignement des mathématiques, enseignement des nombres naturels et décimaux, des probabilités, des statistiques, de la géométrie, des algèbres élémentaires, de la logique et porte également sur le raisonnement de l'enfant.
Guy Brousseau meurt le 15 février 2024 à Cambes en Gironde, quelques semaines après Bernard Malgrange, qui avait dirigé sa thèse de doctorat.

## Titres
Guy Brousseau est professeur émérite à l'IUFM d’Aquitaine. Il est aussi docteur honoris causa de l'université de Montréal (1997) et de l'université de Genève (2004).

## Publications
Guy Brousseau publie de 1965 à 2001 de nombreux ouvrages et articles concernant l'enseignement des mathématiques, certains en collaboration. Il publie des articles dans la revue des Cahiers de l’IREM de Bordeaux de 1969 à 1978. On trouve la plupart de ces textes publiés dans des revues comme RDM ou dans un recueil qui a été édité en anglais chez Kluwer en 1997 sous le titre Theory of Didactical Situations in Mathematics.
- avec G. Ratier : Les mathématiques du cours préparatoire, Dunod, 1965[10].
- avec Lucienne Félix :  Mathématique et thèmes d'activité à l'école maternelle, Paris, Classiques Hachette, coll. « Première mathématique », 1972, 111 p..
- Théorisation des phénomènes d'enseignement des mathématiques, Talence, Institut de recherche sur l'enseignement des mathématiques [IREM], 1986, 2 vol.
- avec Nadine Rousseau : {{Ouvrage= 	Rationnels et décimaux dans la scolarité obligatoire|sous-titre= : comptes rendus d'observations de situations et de processus didactiques à l'école Jules Michelet de Talence|lieu=Bordeaux|éditeur=Université de Bordeaux 1|date=1987 |pages totales =XIII-535}}[8].
- « Le contrat didactique : le milieu », Recherches en Didactique des Mathématiques, La Pensée Sauvage, vol. 9, no 3,‎ 1990, p. 309-336 (lire en ligne).
- avec Virginia Warfield : (en) « The case of GAEL », Journal of Mathematical Behavior, vol. 1, no 1,‎ 1998, p. 1-46.
- « Que peut-on enseigner en mathématiques à l'école primaire et pourquoi ? », Repères IREM, no 38,‎ 2000, p. 7-10.
- « Les erreurs des élèves en mathématiques : Étude dans le cadre de la théorie des situations didactiques », Petit x 57,‎ 2001, p. 5-30 (lire en ligne [PDF]).
- « L'émergence d'une science de la didactique des mathématiques : motifs et enjeux », Repères IREM, no 55,‎ 2004, p. 19-34.
- « L’erreur en mathématiques du point de vue didactique », Tangente Éducation, no 7,‎ janvier 2009, p. 4-7.